# 481 v. Chr.
Portal Geschichte | Portal Biografien | Aktuelle Ereignisse | Jahreskalender | Tagesartikel

◄ |
6. Jahrhundert v. Chr. |
5. Jahrhundert v. Chr. |
4. Jahrhundert v. Chr. |
►

◄ | 500er v. Chr. | 490er v. Chr. | 480er v. Chr. | 470er v. Chr. |
460er v. Chr. |
►

◄◄ | ◄ | 484 v. Chr. | 483 v. Chr. | 482 v. Chr. | 481 v. Chr. |
480 v. Chr. |
479 v. Chr. |
478 v. Chr. |
► |
►►

## Ereignisse

### Politik und Weltgeschehen

#### Römische Republik
Kaeso Fabius Vibulanus aus dem Patriziergeschlecht der Fabier wird zum zweiten Mal Konsul der Römischen Republik. Er hat das Amt zusammen mit Spurius Furius Medullinus Fusus inne, der einen Feldzug gegen die Aequer unternimmt. 

#### Griechenland/Perserreich
In Griechenland wird der Hellenenbund gegründet, eine Symmachie mehrerer Stadtstaaten unter formaler Führung von Sparta zur Abwehr der persischen Bedrohung. Insgesamt sind 31, abgesehen von Athen, Sparta und Korinth eher unbedeutende griechische Städte daran beteiligt. Bedeutende Städte und Gebiete wie Argos, Theben, Thessalien und die italischen Griechen, die gerade durch eine Invasion der Karthager bedroht sind, bleiben dem Bündnis fern. Die Flotte der Verbündeten soll im bevorstehenden Krieg von den eigentlich im Seekrieg unerfahrenen Spartanern befehligt werden.
Die Bauarbeiten am vom achämenidischen Großkönig Xerxes I. befohlenen Xerxes-Kanal am Isthmus der Halbinsel Athos gehen inzwischen weiter.

### Kultur und Gesellschaft
Im China der Zhou-Dynastie endet die Zeit der Frühlings- und Herbstannalen mit dem letzten Eintrag in die Konfuzius zugeschriebene Chronik der Frühlings- und Herbstannalen des Staates Lu. Bis 475 erfolgt gemäß der Geschichtsschreibung ein Übergang zur Zeit der Streitenden Reiche.

## Gestorben
- Yan Hui, chinesischer Philosoph und der Lieblingsjünger von Konfuzius (* 521 v. Chr.)